# Hassi Bounif
Hassi Bounif (în arabă حاسيْ بُونِيف) este o comună din provincia Provincia Oran, Algeria.
Populația comunei este de 63.581 locuitori (2009).